# Symfonie nr. 22 (Mozart)
Symfonie nr. 22 in C majeur, KV 162, is een symfonie van Wolfgang Amadeus Mozart. Hij schreef het stuk in april 1773.

## Orkestratie
De symfonie is geschreven voor:
- Twee hobo's.
- Twee hoorns.
- Twee trombones.
- Strijkers.

## Delen
De symfonie bestaat uit drie delen:
- I Allegro assai.
- II Andantino grazioso.
- III Presto assai.